# Каруидзава
Каруидзава (яп. 軽井沢町 Каруидзава-мати) — посёлок в Японии, находящийся у подножья вулкана Асама в уезде Китасаку префектуры Нагано. Популярный в летнее время курорт. Площадь посёлка составляет 156,05 км², население — 19 659 человек (1 августа 2014), плотность населения — 125,98 чел./км².
Посёлок расположен на острове Хонсю в префектуре Нагано региона Тюбу. С ним граничат города Саку, Такасаки, Аннака, посёлки Миёта, Симонита, Наганохара и село Цумагои.

## Курорт

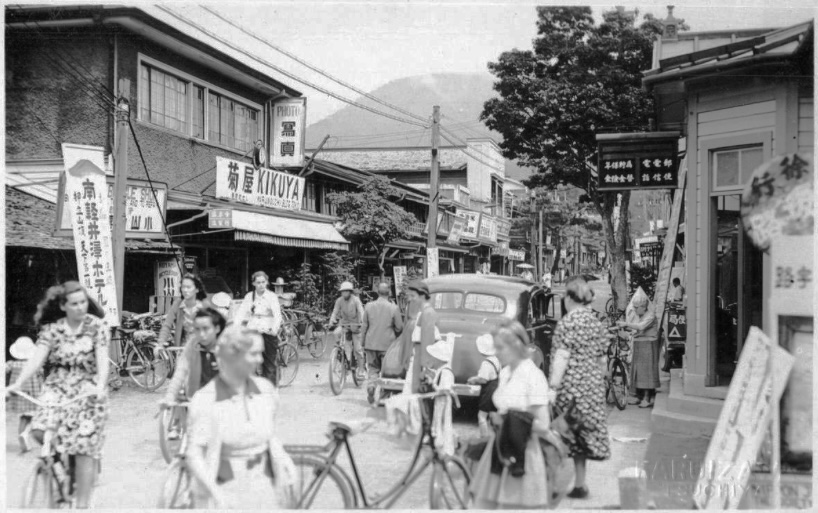
Kyu-Karuizawa Ginza, 1934

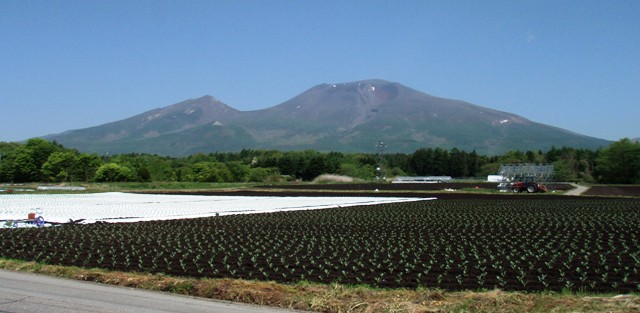
Асама

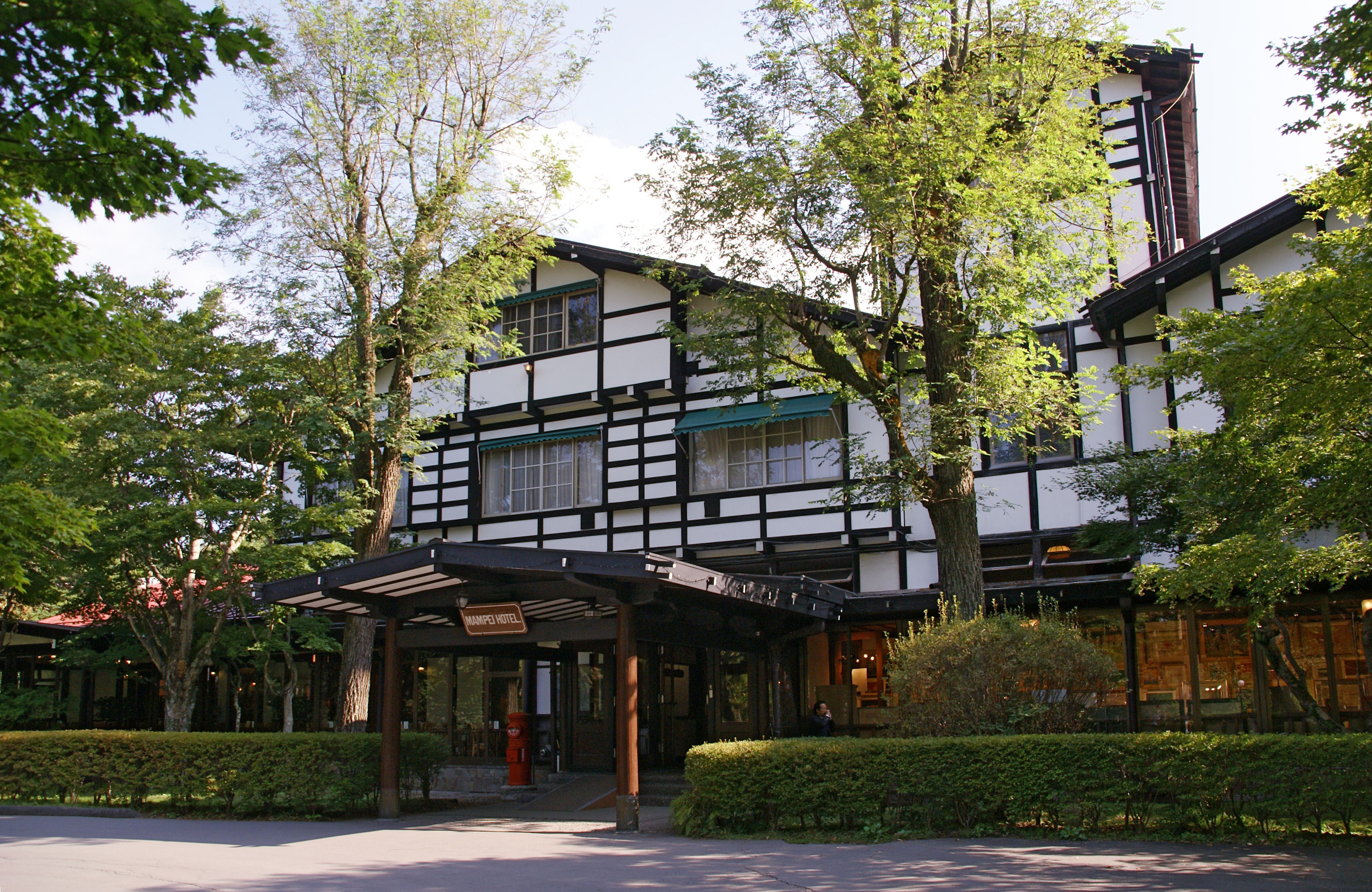
Отель Mampei, который показан в анимационном фильме «Ветер крепчает» (2013).

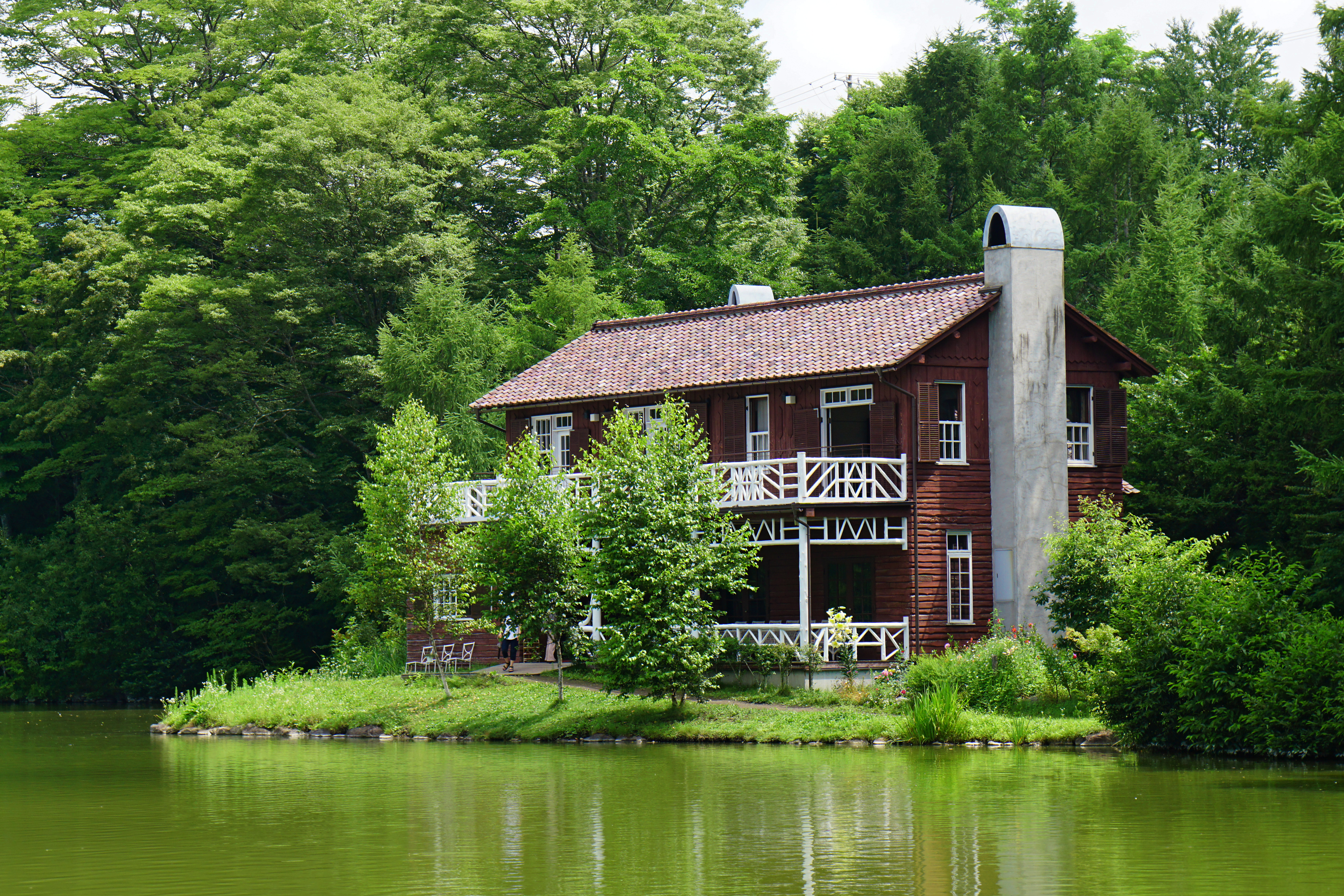
Вилла “Suikyuso”, модель особняка, показана в анимационном фильме «Omoide no Marnie» (2014).

Каруидзава – один из старейших и самых известных летних курортов Японии, который с 19 века посещало множество людей из разных стран.
Каруидзава с прохладным климатом и красивыми пейзажами, близкими к Европе, была основана британско-канадскими миссионерами как летний курорт в европейском стиле и посещалась многими иностранцами со всей Японии, Чтобы избежать летней жары и насладиться отдыхом. Известные фигуры включают дипломатов Эдвин Олдфатер Райшауэр, Рома́н Рома́нович Ро́зен, гончаров Бернард Лич и писателей Дачия Мараини, архитектора Антонин Раймонд, ученый До́нальд Ло́уренс Кин, Уолтер Огастас де Хэвилленд, отец голливудской актрисы Оливия Мэри де Хэвилленд, музыкант Джон Леннон.
Многие японцы также посетили город, a Императорская семья, сменявшие друг друга премьер-министры, известные бизнесмены, художники и ученые владели виллой в Каруидзаве. В Японии известно, что император Акихито и императрица Митико впервые встретились на теннисном корте в Каруидзаве.
Во время Второй мировой войны музыканты Леонид Крейцер, Могилевский, Александр Яковлевич, Мориц Майер-Мар, Эта Харих-Шнайдер, бейсболист Виктор Константинович Старухин, художница Варва́ра Дми́триевна Бу́бнова и другие эвакуировался в Каруизаву.
Известно, что писатель Тацуо Хори и голливудский актер Кен Ватанабе жили в Каруидзаве.
Идиллическая картина довоенной Каруидзавы нарисована Studio Ghibli в фильме «Ветер крепчает» (2013). Кроме того, модель особняка, показанного в анимационном фильме Studio Ghibli «Omoide no Marnie» (2014) является архитектурой Каруизавы.
Развита спортивная инфраструктура, что позволяет проводить здесь соревнования, в том числе международные:
- 1963 — Чемпионат мира по конькобежному спорту в классическом многоборье 1963
- 1964 — соревнования по конному спорту во время летних Олимпийских игр в Токио
- 1998 — соревнования по кёрлингу во время зимних Олимпийских игр в Нагано

## Население
Население посёлка составляет 19 659 человек (1 августа 2014), а плотность — 125,98 чел./км². Изменение численности населения с 1980 по 2005 годы:
| 1980 | 14 195 чел. |  |
| 1985 | 15 051 чел. |  |
| 1990 | 15 464 чел. |  |
| 1995 | 15 345 чел. |  |
| 2000 | 16 181 чел. |  |
| 2005 | 17 144 чел. |  |

## Символика
Деревом посёлка считается магнолия Кобуси, цветком — Primula sieboldii, птицей — Turdus chrysolaus.